# 巴林氏症候群
巴林氏症候群（Balint's syndrome）由奧匈帝國的神經學家在1909年發現，其典型症狀包括無法準確地拿取物品（optic ataxia）、無法控制眼部的運動（optic apraxia）與無法同時知覺在相同地方超過一個的物品（simultanagnosia）。

## 簡介
巴林氏症狀發現在兩邊頂葉受損的病患身上。造成的主要原因可能為多發性中風、阿茲海默症、顱內腫瘤或腦部損傷。直到近幾年才有兒童病例之報導（Gillen and Dutton, 2003），巴林森氏症在孩童身上可能造成各種學習障礙，最顯著的為閱讀的問題。治療方法一般從適合的機能著手，以患者的長處來彌補疾病造成之困擾。